# Tatiana Antóixina
Tatiana Andréievna Antóixina (en rus: Татьяна Андреевна Антошина) (Moscou, 27 de juliol de 1982) és una ciclista russa professional des del 2006 al 2014. Del seu palmarès destaquen set Campionats nacionals en contrarellotge, i dos més en ruta.
El juliol del 2016 va ser suspesa pel seu equip en donar positiu amb hormona del creixement.

## Palmarès
- 2007
  -  Campiona de Rússia en contrarellotge
- 2009
  -  Campiona de Rússia en contrarellotge
- 2010
  -  Campiona de Rússia en ruta
  -  Campiona de Rússia en contrarellotge
- 2011
  - 1a a la Gracia Orlová
  - 1a al Trofeu d'Or
  - Vencedora d'una etapa al Tour féminin en Limousin
- 2013
  -  Campiona de Rússia en contrarellotge
  - 1a al Tour de l'Ardecha
  - Vencedora d'una etapa al Tour féminin en Limousin
- 2014
  -  Campiona de Rússia en ruta
  -  Campiona de Rússia en contrarellotge
- 2015
  -  Campiona de Rússia en contrarellotge
  - 1a a la Nagrada Ljubljana TT
  - 1a al Tour de Feminin-O cenu Českého Švýcarska i vencedora d'una etapa
  - 1a al Crono de les Nacions-Les Herbiers-Vendée
  - Vencedora d'una etapa al Tour de Bretanya
- 2016
  -  Campiona de Rússia en contrarellotge
- 2021
  - 1a al Grand Prix Develi